# .tj
tj. هو نطاق إنترنت من صِنف مستوى النطاقات العُليا في ترميز الدول والمناطق، للمواقع التي تنتمي إلى طاجيكستان. تتم معالجة التسجيلات عبر المسجلين المعتمدين.